# 6587 Brassens
6587 Brassens (1984 WA4) là một tiểu hành tinh vành đai chính.